# 绷带腹螺
绷带腹螺（学名：Alvania ligata），是中腹足目麂眼螺科Alvania属的一种。主要分布于中国大陆的廣東省和海南省海域，但模式產地位於香港島。常栖息在低潮线。